# Краудспринг
Crowdspring (воно пишеться як "crowdSPRING", юридично crowdSPRING, LLC ) — це онлайн ринок краудсорсингових творчих послуг. 

## Огляд
Crowdspring був створений у травні 2007 року Россом Кімбаровскі та Майклом Самсоном.  Crowdspring запустив свій онлайн-продаж у травні 2008 року, а також Crowdspring знаходиться в Чикаго. 
Більш ніж 200,000 графічних дизайнерів та письменників з більш ніж 200 країн працюють з Crowdspring. 

## Блог
Crowdspring веде свій блог, який було створено в середині 2008 року. 
Коли сама компанія була публічно розпочата в середині 2008 року, компанія та її бізнес-модель отримали певну критику, оскільки маркетплейс Crowdspring працює за спекулятивною моделлю та кидає виклик традиційним способам купівлі та продажу послуг графічного дизайну, промислового дизайну та копірайтингу. Це процес, коли професіонали просять виконати роботу на замовлення, для того щоб отримати оплату.  Це означає, що велика кількість людей, які беруть участь, фактично працюють безкоштовно.  Crowdspring прийняв і бере активну участь у дебатах щодо своєї бізнес-моделі.

## Корисна Інформація
1. ↑  Business Profile CrowdSpring, LLC. Better Business Bureau.
2. ↑  Steiner, Christopher (2009). The Creativity of Crowds. Forbes.
3. ↑  Creative designs, ideas get chance to stand out at CrowdSpring. Chicago Tribune. Процитовано 14 липня 2017.
4. ↑  LeFlore, Ann (16 червня 2018). Crowdspring Review – Legit or Scam. 9 to 5 Work Online (англ.). Процитовано 21 жовтня 2020.
5. ↑  Crowdspring Blog. Crowdspring.
6. ↑  The NO!SPEC campaign vs. crowdSPRING. Процитовано 14 липня 2017.
7. ↑  Walker, Rob (31 травня 2011). The Crowd Is Wise—but Can It Draw?. Slate.

## Подальше читання
- Маркетинг у соціальних мережах: наступне покоління залучення бізнесу . Джон Вайлі та сини . стор. 232–233.
- Twitterville: як бізнес може процвітати в нових глобальних районах . Пінгвін . С. Т.110–111
- Тиждень інформації
- Chicago Tribune
- Тиждень інформації

## Зовнішні посилання
- Веб-сайт Crowdspring